# Olle Wikén
Olle Wikén (* 1911 in Östersund; † 1980 ebenda) war ein schwedischer Skispringer.

## Werdegang
Wikén gehörte der schwedischen Nationalmannschaft bei der Nordischen Skiweltmeisterschaft 1934 in Sollefteå an. Dort erreichte er mit Sprüngen auf 48,5 und 47 Metern den fünften Rang im Einzel von der Normalschanze.
Wikén ist auf dem städtischen Friedhof in Östersund begraben.